# Brackley
Brackley este un oraș în comitatul Northamptonshire, regiunea East Midlands, Anglia. Orașul se află în districtul South Northamptonshire. 